# Baridinae
Sous-famille
Synonymes
- Conoderinae Schönherr, 1833
- Orobitidinae C.G. Thomson, 1859

Les Baridinae sont une sous-famille d'insectes coléoptères de la famille des Curculionidae.

## Liste des tribus
Groupe de tribus  "Baridinae": 
Ambatini - 
Anopsilini - 
Baridini - 
Madarini - 
Madopterini - 
Nertinini - 
Optatini - 
Pantotelini - 
Peridinetini - 
Incertae Sedis
Groupe de tribus "Conoderinae": 
Campyloseclini - 
Conoderini - 
Coryssomerini - 
Coryssopodini - 
Lechriopini - 
Lobotrachelini - 
Mecopini - 
Menemachini - 
Othippiini - 
Peloropodini - 
Piazurini - 
Sphadasmini - 
Trichodocerini - 
Zygopini - 
Incertae Sedis
Groupe de genres "Xiphaspidinae": 
- Xiphaspis